# Świsty
Świsty – nieprawidłowe szmery oddechowe; są to dźwięczne szmery wysłuchiwane nad płucami, mające ciągły charakter i wysoką lub niską częstotliwość. Świsty o niskiej częstotliwości określa się jako furczenia. Ponadto, świsty dzieli się na świsty wdechowe i wydechowe.